# شکوه سروش آذر
شکوه سروش آذر (زادهٔ ۲۰ بهمن ۱۳۳۴) شطرنج باز پیشکسوت ایرانی است. وی نخستین قهرمان شطرنج تاریخ بانوان ایران در سال ۱۳۵۳ است که در سالهای ۱۳۵۵ و ۱۳۵۶ نیز این عنوان را تکرار کرده است.

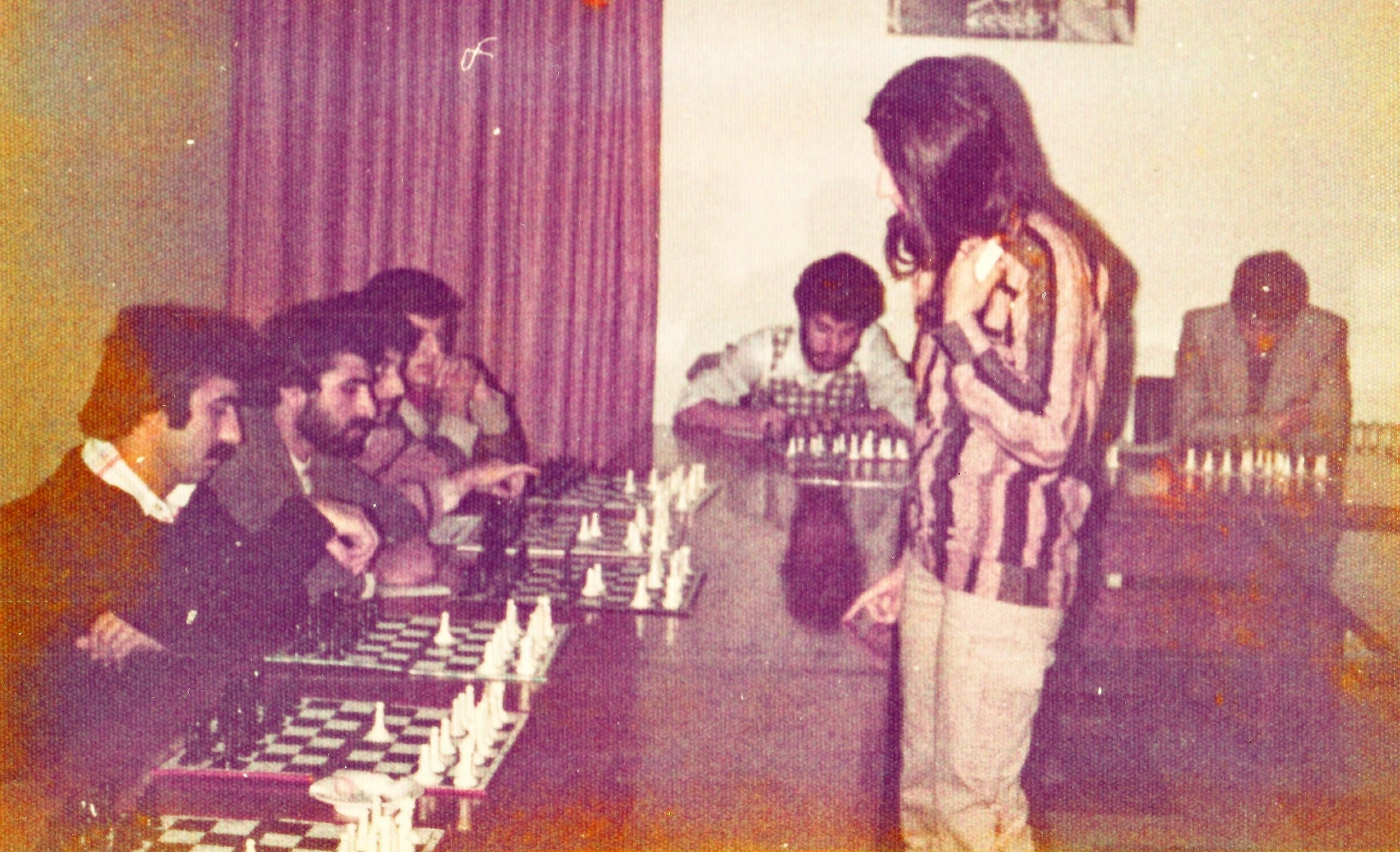
شکوه سروش آذر در بازی سیمولتانه در کاخ جوانان تهران

## عنوان‌ها
۱. قهرمانی نخستین دورۀ شطرنج دوشیزگان و بانوان ایران در سال ۱۳۵۳
۲. قهرمانی دومین دورۀ شطرنج دوشیزگان و بانوان ایران در سال ۱۳۵۵
۳. قهرمانی سومین دورۀ شطرنج دوشیزگان و بانوان ایران در سال ۱۳۵۶

## حرفه و نویسندگی
شکوه سروش آذر، افزون بر نخستین قهرمانی تاریخ شطرنج بانوان ایران، نویسندۀ کتاب رویا راهی به سوی جاودانگی است که در سال ۱۴۰۲ خورشیدی، توسط نشر بهجت در تهران به چاپ رسید.